# Ле-Борд (Эндр)
Ле-Борд (фр. Les Bordes) — муниципалитет (коммуна) во Франции, в регионе Центр, департамент Эндр.
Коммуна расположена на расстоянии около 210 км на юг от Парижа, 105 км на юг от Орлеана, 29 км на северо-восток от Шатору.

## Население
Население — 943 человека (2007).
| 1921 | 1926 | 1931 | 1936 | 1946 | 1954 | 1962 | 1968 | 1975 | 1982 | 1990 | 1999 | 2007 |
| ---- | ---- | ---- | ---- | ---- | ---- | ---- | ---- | ---- | ---- | ---- | ---- | ---- |
| 529  | 492  | 503  | 467  | 517  | 518  | 566  | 598  | 564  | 771  | 925  | 940  | 943  |